# Android Things
Android Things (con nombre en código Brillo) es una plataforma de sistema operativo integrado basada en Android de Google, anunciada en Google I/O 2015. Está destinado a ser utilizado con dispositivos de Internet de las cosas (IoT) de bajo consumo de energía y memoria limitada, que generalmente se construyen a partir de diferentes plataformas MCU. Como sistema operativo IoT, está diseñado para funcionar con tan solo 32 a 64 MB de RAM. Admitirá Bluetooth Low Energy y Wi-Fi. Junto con Brillo, Google también introdujo el protocolo Weave, que estos dispositivos pueden usar para comunicarse con otros dispositivos compatibles.
Google proporciona implementaciones OEM de Android Things diseñadas para la producción de pantallas y altavoces inteligentes con el Asistente de Google que ejecutan uno de los dos sistemas en chip Qualcomm "Home Hub". Los productos han sido desarrollados por JBL, Lenovo y LG Electronics.